# Scalpellum scalpellum
Scalpellum scalpellum is een rankpootkreeftensoort uit de familie van de Scalpellidae. De wetenschappelijke naam van de soort werd voor het eerst geldig gepubliceerd in 1767 door Carl Linnaeus.